# Zwiad konny (obraz Wojciecha Kossaka)
Zwiad konny – obraz olejny namalowany przez polskiego malarza Wojciecha Kossaka w 1932, znajdujący się w zbiorach Muzeum Narodowego w Warszawie.
Obraz przedstawia polskich kawalerzystów w trakcie zwiadu; centralną postacią jest ułan na drzewie patrzący przez lornetkę.